# 이첨
이첨(李詹, 1345년 출 ~1405년 3월 졸)은 고려 말 조선 초의 문장가이며 당대 문형으로 고위관료이며 정치가이다.
자는 소숙(小淑).중숙(中叔), 호는 쌍매당(雙梅堂), 본관은 신평이다.
공민왕 때 문과에 급제하여 예문 검열을 지냈다. 1375년 수시중 이인임공이 권력을 남용하여 명나라 사신을  살해한 사건의 책임을 물어 수시중 이인임 공을 죽이라고 탄핵 하였다가 곤장 70대를 맞고 경남 하동으로 귀향가 10년간 유배되었다. 그 후 1391년 공양왕 때 다시 벼슬에 올랐으나, 김진양 사건에 관련되어 다시 홍성으로 유배되었다. 조선 건국 후 1398년 태조 때 이조판서가 되었으며, 1402년 권근, 하륜과 함께 《삼국사략(三國史略)》을 편찬하였으며, 뛰어난 문장력으로 《저생전(楮生傳)》이라는 소설을 짓기도 하였다. 또 《삼국도후서》를 지었다.

## 생애
고려 충목왕 원년(1345년) 태어났다.
공민왕 14년(1365년) 윤12월, 21세의 나이로 한천(韓蕆)이 주관한 진사시에 2등으로 합격하였다. 3년 뒤인 공민왕 17년(1368년) 4월 왕이 주관하고 목은 이색이 독권관(讀卷官)으로 참여하는 예부시에 장원하였다. 공민왕은 장원이 된 이첨에게 잉어 그림을 그려 하사하였고, 이첨도 이에 어필이어도찬(御筆鯉漁圖贊)을 지어 하례하였다고 한다. 윤7월 예문검열(藝文檢閱, 정9품)이 되었다.
이듬해 정월에 예문수찬(藝文修撰)이 된 데에 이어 7월에 정7품 예문공봉(藝文供奉), 12월에는 조청랑(朝請郞) 우정언(右正言) 지제교(知製敎)가 되었다.
공민왕 20년(1371년) 우정언(右正言)으로써 명나라 사신 살해 사건의 책임을  물어 수시중 이인임의 목을 베라는 상소를 올렸다가 내쳐져 이인임 공에 의해 재상을 논핵하였다는 이유로 장70대를  맞고  경남 하동으로 10년간 유배되었다가 종편이 허락되었다. 우왕 2년 가을 7월에 봉선대부(奉善大夫) 시전교부령(試典敎副令)이 되어 돌아올 수 있었다.
이인임 일파가 최영, 이성계에 의하여 숙청된 우왕 14년(1388년) 정월에 봉상대부(奉常大夫) 내부부령(內府副令) 예문응교(藝文應敎)가 되었다. 2월에는 정4품 예문관응교(藝文應敎)로 성균직강(成均直講)을 더 겸하게 되었다. 위화도 회군 뒤인 8월에는 정4품(상) 봉상대부 문하사인(門下舍人) 지제교 겸 춘추관편수관(春秋館編修官)이 되고 12월에는 봉상대부 전리총랑(典理摠郞) 진현관직제학(進賢館直提學) 겸 성균직강이 되고 다시 봉상대부 전리총랑(典理摠郞) 지제교에 제수되었다.
공양왕(恭讓王) 원년(1389년) 6월에 중현대부(中顯大夫) 시사헌집의(試司憲執義) 진현관직제학이 되고 12월에는 봉순대부(奉順大夫) 성균대사성(成均大司成) 진현관직제학 지제교에 이어 정순대부(正順大夫) 우상시(右常侍) 보문각직제학(寶文閣直提學) 지제교 겸 춘추관편수관 경연강독관(經筵講讀官)이 된다. 공양왕 2년(1390년) 3월에는 봉익대부(奉翊大夫) 공조판서(工曹判書) 보문각직제학 지제교가 되었고, 12월에는 정순대부(正順大夫) 밀직사(密直司) 좌부대언(左副代言) 경연참찬관 겸 판종부사사(判宗簿寺事) 상서윤(尙瑞尹) 진현관직제학 지제교 춘추관 지병조사(知兵曹事)가 되었다.
이첨은 공양왕에게 군주로서 지켜야 할 아홉 가지 규범을 제시하여 고려 왕조의 중흥책을 제시하고, 공양왕 앞에서 《정관정요》(貞觀政要)를 강독하거나 군주의 모범행동에 대한 글을 모아 제범(帝範)을 편찬하여 바치기도 하였다. 좌대언(左代言)으로써 공양왕 3년(1391년) 사직을 청한 이성계가 있는 평주(平州)의 온천으로 가서 궁온(宮醞)을 하사하며 그의 사직을 허락하지 않는다는 불윤비답을 전하기도 하였다. 12월에 정순대부(正順大夫) 밀직사(密直司) 지신사(知申事) 경연참찬관(經筵叅贊官) 겸 판전의사사(判典儀寺事) 우문관직제학(右文館直提學) 지제교로 춘추관편수관사(春秋館編修官事)로 채워졌다.
공양왕 4년(1392년) 감시를 맡아 이맹준 등 99인을 뽑았다. 이때 사직을 청하였으나 허락하지 않았다고 한다. 4월에 정몽주의 당여로 지목되어 결성(結成)으로 유배되었다가 겨울에 종편이 허락되었다. 이 해에 고려는 멸망하였다.
이후 영산에서 2년을 머물다가 태조 3년(1394년) 이흥무(李興茂)의 모반 사건에 연루되어 다시 합포(合浦)로 유배되고, 10월에 종편이 허락되었다. 이첨은 영산현 서쪽 마고리에 거주하며 집에 매화나무 두 그루를 심고 자신의 호(號)를 쌍매당(雙梅堂)이라 하였다. 태조 5년(1396년) 1월 24일 중앙으로 소환되었다.
태조 7년(1398년) 가을 7월에 가선대부(嘉善大夫) 이조전서(吏曹典書) 집현전직학사(集賢殿直學士) 지제교와 성균대사성(成均大司成) 경연시강관(經筵侍講官)이, 10월에는 가정대부(嘉靖大夫) 중추원학사(中樞院學士) 도평의사사(都評議使司) 보문각학사(寶文閣學士) 지예문춘추관경연사(知藝文春秋館經筵事) 겸 성균대사성이 되었다.
정종 2년(1400년) 4월 가정대부(嘉靖大夫) 예문춘추관학사(藝文春秋館學士) 동지경연사(同知經筵事) 겸 성균대사성이 된다. 7월에는 가정대부 첨서의흥삼군부사(簽書義興三軍府事) 동지의정부사(同知議政府事) 집현전학사(集賢殿學士) 동지경연사 겸 성균대사성이 된다. 11월에는 계품사로 명에 가서 이듬해 3월에 서울에 돌아왔다. 태종 원년(1401년) 7월에 가정대부 예문관학사 동지경연사가 된다.
태종 2년(1402년) 의정부찬성이 되었고(《청선고(淸選考)》) 동지공거(同知貢擧)로써 과거를 주관하여 신효(申曉) 등 33인을 뽑았다. 7월에는 자헌대부(資憲大夫) 예문관대제학 지경연춘추관사가 되었다. 9월에는 자헌대부 지의정부사(知議政府事) 판예조사(判禮曹事) 겸 판예빈시사(判禮賓寺事) 지경연춘추관사가 된다. 11월에는 명의 영락제의 즉위를 하례하기 위한 별사로 하륜과 함께 명에 입조, 명의 영락제가 하사한 조선국왕의 인장과 고명을 가지고 이듬해 4월에 귀국하였다.
태종 3년(1403년) 왕명을 받들어 하륜, 권근과 함께 삼국사략(三國史畧)을 편수하였다. 4월에는 정2품상 정헌대부(正憲大夫) 지의정부사 판공조사(判工曹事) 보문각대제학 지경연춘추관사가 되었다. 6월에는 정헌대부 지의정부사(知議政府事) 판공조사(判工曹事) 보문각대제학(寶文閣大提學) 지경연춘추성균관사(知經筵春秋成均館事)가 된다. 7월에는 정헌대부 지의정부사 판공조사 겸 사헌부(司憲府) 대사헌(大司憲) 보문각대제학 지경연춘추성균관사가 된다.
태종 4년(1404년) 2월에 정헌대부 예문관대제학 지경연춘추성균관사가 되었고, 3월에는 판공조사가 더해졌다. 그러나 5월 25일 원평(原平)으로 유배되었다. 이때 태종은 이첨이 공로가 있으므로 원평 경내에 이첨 자신이 원하는 곳을 고를 수 있도록 허락하였다고 한다. 8월에는 이직, 조박, 이첨, 한이 등에게 성균관에서 생도들을 가르치게 하였다.
태종 5년(1405년) 3월에 사망하였다. 향년 61세. 시호는 문안(文安)이다.

## 관직 연혁
- 고려 공민왕 17년(1368년) 윤7월 - 예문검열(藝文檢閱, 정9품)
- 공민왕 18년(1369년) 정월 - 예문수찬(藝文修撰)
  - 공민왕 18년 7월 - 정7품 예문공봉(藝文供奉)
  - 공민왕 18년 12월 - 조청랑(朝請郞) 우정언(右正言) 지제교(知製敎)
- 공민왕 20년(1371년) - 조정랑 지춘주사(知春州事) 겸 권농방어사(勸農防禦使)
- 공민왕 23년(1374년) 12월 - 승봉랑(承奉郞) 좌정언(左正言) 지제교(知製敎)
- 우왕 1년(1375년) 여름 4월 - 봉직랑(奉直卽) 우헌납(右獻納)
  - 우왕 1년 6월 - 좌헌납(左獻納)，지제교 자금어대(紫金魚袋)
- 우왕 10년(1384년) 가을 7월 - 봉선대부(奉善大夫) 시전교부령(試典敎副令)
- 우왕 14년(1388년) 정월 - 봉상대부(奉常大夫) 내부부령(內府副令) 예문응교(藝文應敎)
  - 우왕 14년 2월 - 정4품 예문관응교(藝文應敎) 겸 성균직강(成均直講)
  - 우왕 14년 8월 - 정4품 봉상대부 문하사인(門下舍人) 지제교 겸 춘추관편수관(春秋館編修官)
  - 우왕 14년 12월 - 봉상대부 전리총랑(典理摠郞) 진현관직제학(進賢館直提學) 겸 성균직강, 봉상대부 전리총랑(典理摠郞) 지제교
- 공양왕 1년(1389년) 6월에 중현대부(中顯大夫) 시사헌집의(試司憲執義) 진현관직제학
  - 공양왕 1년 12월에는 봉순대부(奉順大夫) 성균대사성(成均大司成) 진현관직제학 지제교, 정순대부(正順大夫) 우상시(右常侍) 보문각직제학(寶文閣直提學) 지제교 겸 춘추관편수관 경연강독관(經筵講讀官)
- 공양왕 2년(1390년) 3월에는 봉익대부(奉翊大夫) 공조판서(工曹判書) 보문각직제학 지제교
  - 공양왕 2년 12월에는 정순대부(正順大夫) 밀직사(密直司) 좌부대언(左副代言) 경연참찬관 겸 판종부사사(判宗簿寺事) 상서윤(尙瑞尹) 진현관직제학 지제교 춘추관 지병조사(知兵曹事)
- 공양왕 3년(1391년) 12월에 정순대부(正順大夫) 밀직사(密直司) 지신사(知申事) 경연참찬관(經筵叅贊官) 겸 판전의사사(判典儀寺事) 우문관직제학(右文館直提學) 지제교로 춘추관편수관사(春秋館編修官事)
- 조선 태조 7년(1398년) 가을 7월 - 가선대부(嘉善大夫) 이조전서(吏曹典書) 집현전직학사(集賢殿直學士) 지제교와 성균대사성(成均大司成) 경연시강관(經筵侍講官)
  - 조선 태조 7년 10월 - 가정대부(嘉靖大夫) 중추원학사(中樞院學士) 도평의사사(都評議使司) 보문각학사(寶文閣學士) 지예문춘추관경연사(知藝文春秋館經筵事) 겸 성균대사성
- 정종 2년(1400년) 4월 - 가정대부(嘉靖大夫) 예문춘추관학사(藝文春秋館學士) 동지경연사(同知經筵事) 겸 성균대사성
  - 정종 2년 7월 - 가정대부 첨서의흥삼군부사(簽書義興三軍府事) 동지의정부사(同知議政府事) 집현전학사(集賢殿學士) 동지경연사 겸 성균대사성
- 태종 원년(1401년) 7월 - 가정대부 예문관학사 동지경연사
- 태종 2년(1402년) 의정부찬성(《청선고(淸選考)》)
  - 태종 2년 7월 - 자헌대부(資憲大夫) 예문관대제학 지경연춘추관사
  - 태종 2년 9월 - 자헌대부 지의정부사(知議政府事) 판예조사(判禮曹事) 겸 판예빈시사(判禮賓寺事) 지경연춘추관사
- 태종 3년(1403년) 4월 - 정2품상 정헌대부(正憲大夫) 지의정부사 판공조사(判工曹事) 보문각대제학 지경연춘추관사
  - 태종 3년 6월 - 정헌대부 지의정부사(知議政府事) 판공조사(判工曹事) 보문각대제학(寶文閣大提學) 지경연춘추성균관사(知經筵春秋成均館事)
  - 태종 3년 7월 - 정헌대부 지의정부사 판공조사 겸 사헌부(司憲府) 대사헌(大司憲) 보문각대제학 지경연춘추성균관사
- 태종 4년(1404년) 2월 - 정헌대부 예문관대제학 지경연춘추성균관사
  - 태종 4년 3월 - 판공조사

## 일화
- 신돈이 집정하고 있을 때, 신돈의 일파였던 이금강이 사재에 제배되었을 때 간관이 고신에 서명하지 않았다. 신돈이 이첨에게 "왜 금강의 고신에 서명하지 않느냐"고 묻자 이첨은 "어떻게 고신하겠습니까? 내 아버지, 할아버지 모두 영동정을 지냈으니 나는 정언까지 오른 것으로 족합니다."라고 대답했고, 신돈은 묵묵히 말하지 않았다. 후에 지통주사로 좌천되었다가 다시 정언으로 복직하였다.[15]

## 이첨이 등장하는 작품
- 《정도전》(KBS, 2014년~2014년, 배우:신용규)